# Shithouse
Shithouse (distribuït en alguns territoris com a Freshman Year) és una pel·lícula de comèdia dramàtica de coming-of-age estatunidenca del 2020 escrita, dirigida i produïda per Cooper Raiff, en el seu debut com a director. És protagonitzada pel mateix Raiff, Dylan Gelula, Logan Miller i Amy Landecker. S'ha doblat i subtitulat al català.
La pel·lícula s'havia d'estrenar mundialment al festival de cinema South by Southwest el març de 2020, però es va cancel·lar a causa de la pandèmia de la COVID-19. Tot i això, la competició de pel·lícules va tirar endavant i Shithouse va guanyar el Gran Premi del Jurat a la millor pel·lícula narrativa. Es va estrenar als Estats Units el 16 d'octubre de 2020 a càrrec d'IFC Films.